# Nederlandse kampioenschappen kortebaanzwemmen 2006
De Nederlandse Kampioenschappen Zwemmen 2006 (Kortebaan) werden gehouden van 15 tot en met 17 december 2006 in zwembad De Welle in Drachten.

## Podia

### Mannen
| Onderdeel            | Goud                                                                   | Goud     | Zilver                                                               | Zilver   | Brons                                                                            | Brons    |
| -------------------- | ---------------------------------------------------------------------- | -------- | -------------------------------------------------------------------- | -------- | -------------------------------------------------------------------------------- | -------- |
| Vrije slag           |                                                                        |          |                                                                      |          |                                                                                  |          |
| 50 m                 | Patrick Martens PSV                                                    | 22,71    | Remko de Jong De Dolfijn                                             | 22,95    | Robert Lijesen PSV                                                               | 23,04    |
| 100 m                | Robin van Aggele Zwemlust-den Hommel                                   | 48,23    | Rudy Ted de Haan De Aquaflippers                                     | 49,90    | Patrick Martens PSV                                                              | 50,56    |
| 200 m                | Stefan de Die De Dolfijn                                               | 1.49,62  | Wouter Smeets WVZ                                                    | 1.50,57  | Joeri Verlinden PSV                                                              | 1.53,66  |
| 400 m                | Arjen van der Meulen DZ&PC                                             | 3.53,65  | Wouter Smeets WVZ                                                    | 3.59,12  | Job Kienhuis De Dinkel                                                           | 4.01,89  |
| 1500 m               | Arjen van der Meulen DZ&PC                                             | 15.26,45 | Job Kienhuis De Dinkel                                               | 15.58,76 | Michel Heijnen ZCValkenburg                                                      | 16.10,33 |
| Rugslag              |                                                                        |          |                                                                      |          |                                                                                  |          |
| 50 m                 | Bastiaan Tamminga PSV                                                  | 25,63    | John Keetman PSV                                                     | 25,85    | Jan Kersten De Columbiaan                                                        | 25,99    |
| 100 m                | Bastiaan Tamminga PSV                                                  | 54,12    | John Keetman PSV                                                     | 55,05    | Jan Kersten De Columbiaan                                                        | 57,13    |
| 200 m                | John Keetman PSV                                                       | 1.58,27  | Sander Karssen DWK                                                   | 2.00,84  | Henk van Niejenhuis De Dolfijn                                                   | 2.03,91  |
| Schoolslag           |                                                                        |          |                                                                      |          |                                                                                  |          |
| 50 m                 | Robin van Aggele Zwemlust-den Hommel                                   | 27,34    | Rudy Ted de Haan De Aquaflippers                                     | 29,17    | Mans Broekgaarden DWK                                                            | 29,35    |
| 100 m                | Robin van Aggele Zwemlust-den Hommel                                   | 1.01,57  | Rudy Ted de Haan De Aquaflippers                                     | 1.02,57  | Mans Broekgaarden DWK                                                            | 1.03,77  |
| 200 m                | Robin van Aggele Zwemlust-den Hommel                                   | 2.15,01  | Rudy Ted de Haan De Aquaflippers                                     | 2.16,92  | Mans Broekgaarden DWK                                                            | 2.17,97  |
| Vlinderslag          |                                                                        |          |                                                                      |          |                                                                                  |          |
| 50 m                 | Bastiaan Tamminga PSV                                                  | 24,09    | Ewoud Tamminga PSV                                                   | 24,71    | Joran Barends DWK                                                                | 24,94    |
| 100 m                | Bastiaan Tamminga PSV                                                  | 53,04    | Ewoud Tamminga PSV                                                   | 53,58    | Joeri Verlinden PSV                                                              | 54,38    |
| 200 m                | Joeri Verlinden PSV                                                    | 2.01,00  | Jurjen Willemsen Aquapoldro                                          | 2.05,44  | Raymond van de Merwe WVZ                                                         | 2.06,16  |
| Wisselslag           |                                                                        |          |                                                                      |          |                                                                                  |          |
| 200 m                | Robin van Aggele Zwemlust-den Hommel                                   | 2.01,72  | Sander Karssen DWK                                                   | 2.02,84  | Devi Wolthuizen TriVia                                                           | 2.07,21  |
| 400 m                | Robin van Aggele Zwemlust-den Hommel                                   | 4.23,73  | Sander Karssen DWK                                                   | 4.24,84  | Davy Verreussel Hellas-Glana                                                     | 4.29,79  |
| Vrije slag estafette |                                                                        |          |                                                                      |          |                                                                                  |          |
| 4×100 m              | De Dolfijn Kai Pardieck Remko de Jong Joost Krommenhoek Stefan de Die  | 3.25,40  | WVZ Wouter Smeets Marcel Thijsse Sander Smeets Martijn Smeets        | 3.27,28  | Zwemlust-den Hommel Marvin Kruin Mark Moussa Martijn van Buuren Robin van Aggele | 3.27,73  |
| 4×200 m              | DWK Joran Barends Perry Arentsen David uit den Boogaard Sander Karssen | 7.35,22  | WVZ Wouter Smeets Mike Dobbe Raymond van de Merwe Martijn Smeets     | 7.37,04  | DZ&PC Jurjen Smits Jorrit Visser Arjen van der Meulen Willem Jan van de Vegte    | 7.40,09  |
| Wisselslag estafette |                                                                        |          |                                                                      |          |                                                                                  |          |
| 4×100 m              | PSV Bastiaan Tamminga Joeri Verlinden Ewoud Tamminga Patrick Martens   | 3.43,25  | DWK Sander Karssen Mans Broekgaarden Felix Broekhuizen Joran Barends | 3.49,62  | Zwemlust-den Hommel Mark Moussa Robin van Aggele Marvin Kruin Martijn van Buuren | 3.50,12  |

### Vrouwen
| Onderdeel            | Goud                                                                             | Goud    | Zilver                                                               | Zilver  | Brons                                                                                 | Brons   |
| -------------------- | -------------------------------------------------------------------------------- | ------- | -------------------------------------------------------------------- | ------- | ------------------------------------------------------------------------------------- | ------- |
| Vrije slag           |                                                                                  |         |                                                                      |         |                                                                                       |         |
| 50 m                 | Saskia de Jonge 't Tolhekke                                                      | 25,61   | Manon van Vulpen PSV                                                 | 25,94   | Eline Boers De Columbiaan                                                             | 26,22   |
| 100 m                | Saskia de Jonge 't Tolhekke                                                      | 55,30   | Jolijn van Valkengoed De Dolfijn                                     | 55,90   | Manon van Vulpen PSV                                                                  | 56,19   |
| 200 m                | Rieneke Terink DWK                                                               | 2.00,76 | Lona Kroese De Dolfijn                                               | 2.01,08 | Saskia de Jonge 't Tolhekke                                                           | 2.03,16 |
| 400 m                | Rieneke Terink DWK                                                               | 4.16,05 | Marjolein Post Zwemlust-den Hommel                                   | 4.18,70 | Marion van den Berg DWK                                                               | 4.20,03 |
| 800 m                | Marjolein Post Zwemlust-den Hommel                                               | 8.52,74 | Marion van den Berg DWK                                              | 8.57,97 | Maaike Waaijer PSV                                                                    | 9.02,31 |
| Rugslag              |                                                                                  |         |                                                                      |         |                                                                                       |         |
| 50 m                 | Lenneke van Schaik De Dolfijn                                                    | 29,31   | Manon van Vulpen PSV                                                 | 29,35   | Stefanie Luiken PSV                                                                   | 29,51   |
| 100 m                | Mariët Koster ZPC Hoogeveen                                                      | 1.02,06 | Wendy van der Zanden PSV                                             | 1.02,91 | Stefanie Luiken PSV                                                                   | 1.03,07 |
| 200 m                | Mariët Koster ZPC Hoogeveen                                                      | 2.13,08 | Wendy van der Zanden PSV                                             | 2.14,65 | Stefanie Luiken PSV                                                                   | 2.16,72 |
| Schoolslag           |                                                                                  |         |                                                                      |         |                                                                                       |         |
| 50 m                 | Moniek Nijhuis OZ&PC                                                             | 31,33   | Eline Boers De Columbiaan                                            | 32,15   | Margriet Zwanenburg DZ&PC                                                             | 32,27   |
| 100 m                | Margriet Zwanenburg DZ&PC                                                        | 1.08,67 | Jolijn van Valkengoed De Dolfijn                                     | 1.08,79 | Loes Zanderink De Dinkel                                                              | 1.11,30 |
| 200 m                | Margriet Zwanenburg DZ&PC                                                        | 2.28,78 | Loes Zanderink De Dinkel                                             | 2.34,60 | Eline Boers De Columbiaan                                                             | 2.37,17 |
| Vlinderslag          |                                                                                  |         |                                                                      |         |                                                                                       |         |
| 50 m                 | Lenneke van Schaik De Dolfijn                                                    | 27,82   | Willemijn Knot TriVia                                                | 28,06   | Sandra Temmerman MNC Dordrecht                                                        | 28,34   |
| 100 m                | Jolijn van Valkengoed De Dolfijn                                                 | 1.01,12 | Lenneke van Schaik De Dolfijn                                        | 1.01,64 | Sandra Temmerman MNC Dordrecht                                                        | 1.01,82 |
| 200 m                | Sandra Temmerman MNC Dordrecht                                                   | 2.14,98 | Lotte Wilms DWK                                                      | 2.19,42 | Hedwig Kikkert TriVia                                                                 | 2.19,85 |
| Wisselslag           |                                                                                  |         |                                                                      |         |                                                                                       |         |
| 200 m                | Jolijn van Valkengoed De Dolfijn                                                 | 2.13,58 | Lona Kroese De Dolfijn                                               | 2.16,41 | Lenneke van Schaik De Dolfijn                                                         | 2.18,79 |
| 400 m                | Lona Kroese De Dolfijn                                                           | 4.52,66 | Rieneke Terink DWK                                                   | 4.54,86 | Lotte Wilms DWK                                                                       | 5.00,43 |
| Vrije slag estafette |                                                                                  |         |                                                                      |         |                                                                                       |         |
| 4×100 m              | De Dolfijn Lenneke van Schaik Jolijn van Valkengoed Joanne Veenvliet Lona Kroese | 3.49,49 | DWK Barbara van Rhijn Lotte Wilms Evy Witlox Rieneke Terink          | 3.50,69 | Zwemlust-den Hommel Elise Bouwens Marloes Nieberg Ellen de Goeij Saskia van de Wielen | 3.53,69 |
| 4×200 m              | De Dolfijn Jolijn van Valkengoed Chrisje Moes Lenneke van Schaik Lona Kroese     | 8.13,51 | DWK Rieneke Terink Marion van den Berg Barbara van Rhijn Lotte Wilms | 8.19,79 | PSV Maaike Waaijer Stefanie Luiken Lieke Verouden Wendy van der Zanden                | 8.23,32 |
| Wisselslag estafette |                                                                                  |         |                                                                      |         |                                                                                       |         |
| 4×100 m              | De Dolfijn Lenneke van Schaik Jolijn van Valkengoed Annika Reinds Lona Kroese    | 4.15,30 | DWK Evy Witlox Yvonne van de Pol Lotte Wilms Rieneke Terink          | 4.18,87 | DZ&PC Lia Dekker Margriet Zwanenburg Marjon Hollander Esther de Boer                  | 4.18.98 |